# Наталья Алексеевна (великая княжна)
Великая княжна Ната́лья Алексе́евна (21 июля (1 августа) 1714, Санкт-Петербург — 22 ноября (3 декабря) 1728, Москва) — дочь царевича Алексея Петровича и Шарлотты-Софии Брауншвейгской, сестра императора Петра II.

## Биография

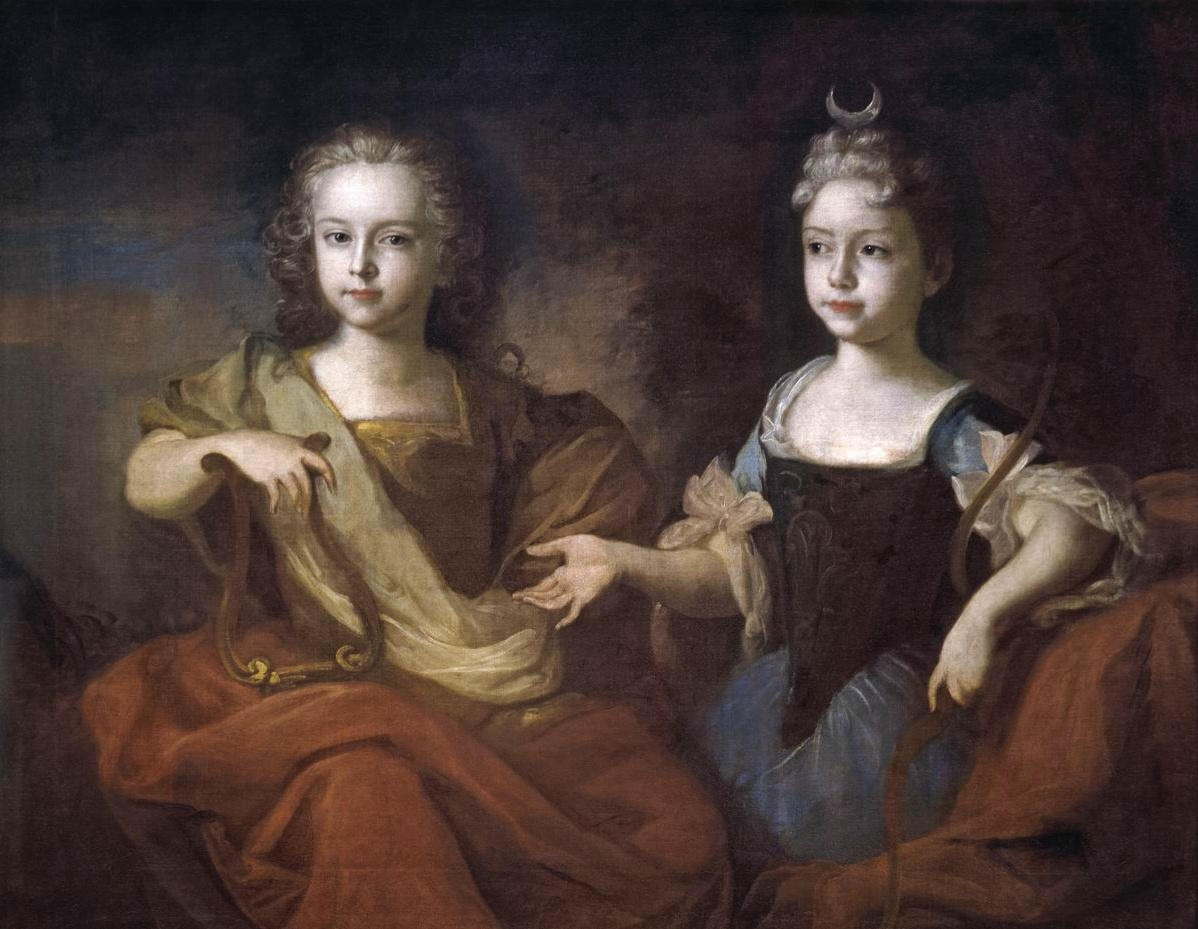
Наталья Алексеевна (справа) в образе Дианы в 8-летнем возрасте с братом, будущим Петром II, в образе Аполлона. Луи Каравак, 1722 г.

Старший ребёнок царевича Алексея, Наталья долгое время оставалась как бы на «периферии» царского семейства. Только в 1719 году, после смерти сына Петра I — Петра Петровича, её вместе с братом Петром поселили в Зимнем дворце и определили им штат придворных и прислуги. Но отношение к внукам императора, в особенности со стороны Екатерины Алексеевны и Александра Меншикова, было более чем прохладным. Всё изменилось в 1727 году, когда её брат (не без помощи того же князя Меншикова) сделался наследником престола (причём в завещании Екатерины I названная без имени «Великая Княжна» отнесена к наследникам третьей очереди — между младшим братом и ею стояли дочери императрицы Анна и Елизавета). Наталья также попала в поле зрения князя. Он, в частности, прочил выдать её замуж за своего сына Александра. Но планам Меншикова не суждено было сбыться — вскоре бывший сподвижник Петра Великого был сослан в Берёзов.
По отзыву испанского посла герцога де Лириа, лично знавшего великую княжну, она была дурна собой, хотя и хорошо сложена; но добродетель заменяла в ней красоту: приветливая, внимательная, великодушная, исполненная граций и кротости, она привлекала к себе всех. Как старшая сестра, она оказывала некоторое благотворное влияние на непутёвого Петра, но умерла, вероятно, от чахотки 14 лет от роду. Перед смертью Пётр II (умерший в том же возрасте в январе 1730 года), по преданию, в бреду приказал запрягать сани и ехать к сестре Наталье.

## Могила
Была похоронена в Вознесенском соборе Вознесенского девичьего монастыря Московского Кремля, в 1920-е годы монастырь и собор были уничтожены, а могилы цариц и царевен перенесены в Архангельский собор.

На её могильной плите (не сохранилась, текст известен в передаче XIX века) имелась эпитафия: 
«Благоверная Государыня Великая Княжна, державнейшего Императора Петра II сестра родная, Наталия Алексеевна временную младенческую жизнь, четыренадесять лет протекшую, изволением Божиим на блаженную и вечную премени жизнь от Рождества Первенца из мертвых в лето 1728 ноемврия в 22 день. Не умре девица, но спит (Матфея, гл. 9). Свет очию моею, и той несть со мною, погребена на сем месте».
При переносе её останков в Архангельский собор в 1928 году производилось вскрытие гробницы; оказалось, что Наталья покоится в хорошо сохранившихся глазетовом расшитом золотом платье, сильно собранной в талии юбке из парчи и шёлковых трикотажных чулках, а также диадеме, звезде и ленте ордена Святой Екатерины. Гроб её был обит серебряным позументом и отделан золотыми кружевами. Для оформления её погребения переплавили серебряную посуду опального А. Д. Меншикова.
Её погребальный наряд исследуется: «Несмотря на тяжёлое состояние тканей, несомненно уникальным предметом кремлёвской коллекции костюма XVIII в. станет платье из захоронения царевны Натальи Алексеевны — дочери царевича Алексея Петровича, внучки Петра I (умерла в 1728 г. в возрасте 14 лет). Лиф платья уже отреставрирован, как и орден на муаровой ленте. Продолжаются работы над юбкой из глазета, покрытого прекрасной вышивкой золотной нитью. В ходе работ над этими предметами в Институте природного и культурного наследия РАН проведены специальные исследования нитей (к. х. н. О. Б. Лантратовой и к. и. н. О. В. Орфинской)».

## Отзывы современников
Испанский посол при российском дворе герцог Лирийский рассказывает о ней в своих записках:

Великая княжна Наталия, сестра Петра II, была украшена всеми возможными добрыми свойствами. Она не только не была красавицею, а напротив, дурна лицом, хотя и хорошо сложена; но добродетель заменяла в ней красоту: она была любезна, великодушна, внимательна, исполнена грации и кротости, так что всех привлекала к себе. Она совершенно говорила на французском и немецком языках, любила чтение и покровительствовала чужестранцам. Все это заставляло воссылать теплые к небу молитвы о ее долгоденствии, но Всевышнему угодно было отозвать ее к себе, после долговременной болезни, 4 декабря 1728 <года>, на 15 <-м> году ее жизни. Смерть ее оплакали и русские, и чужеземцы, знатные и бедные.

## Награды
- Орден Святой Екатерины 20 ноября (1 декабря) 1726 года)[5][6].

## Киновоплощения
- Надежда Дружинина — «Тайны дворцовых переворотов. Фильм 1. Завещание императора», 2000 год, режиссёр — Светлана Дружинина.
- Валентина Ляпина — «Елизавета» (телесериал), 2022 год.